# Rhodolaena leroyana
Rhodolaena leroyana là một loài thực vật có hoa trong họ Sarcolaenaceae. Loài này được G.E.Schatz & al. mô tả khoa học đầu tiên năm 2000.